# São Pedro (Ponta Delgada)
São Pedro é uma freguesia urbana do município de Ponta Delgada,  com 2,81 km² de área e 7495 habitantes (censo de 2021). A sua densidade populacional é 2 667,3 hab./km².
Esta é uma das três freguesias citadinas de Ponta Delgada e nela tem sede a Universidade dos Açores, fundada em 1976. Tem costa para o Oceano Atlântico a sul e montanhas a norte.

## Demografia
A população registada nos censos foi:
| Distribuição da População por Grupos Etários | Distribuição da População por Grupos Etários | Distribuição da População por Grupos Etários | Distribuição da População por Grupos Etários | Distribuição da População por Grupos Etários |
| -------------------------------------------- | -------------------------------------------- | -------------------------------------------- | -------------------------------------------- | -------------------------------------------- |
| Ano                                          | 0-14 Anos                                    | 15-24 Anos                                   | 25-64 Anos                                   | > 65 Anos                                    |
| 2001                                         | 1311                                         | 1330                                         | 3631                                         | 905                                          |
| 2011                                         | 1223                                         | 1050                                         | 4532                                         | 937                                          |
| 2021                                         | 1018                                         | 797                                          | 4386                                         | 1294                                         |

## Freguesias limítrofes
- São Roque, este
- Fajã de Baixo, este
- Fajã de Cima, noroeste
- São Sebastião, oeste

## Personalidades célebres
- Roberto Ivens (12 de junho de 1850 - 28 de janeiro de 1898 em Dafundo, Lisboa, Portugal)

## Património edificado
- Convento e Igreja da Graça
- Mercado da Graça
- Universidade dos Açores